# Jan Mareš (rektor)
Jan Mareš (* 18. prosince 1961 Strakonice) je český profesor v oboru rybářství a vysokoškolský pedagog, od března 2022 rektor Mendelovy univerzity v Brně, od února do dubna 2022 děkan její Agronomické fakulty.

## Život
Vystudoval Střední rybářskou technickou školu ve Vodňanech a v letech 1981 až 1985 absolvoval obor zootechnický se specializací na rybářství na Agronomické fakultě Vysoké školy zemědělské v Brně (získal titul Ing.). V roce 1997 obhájil doktorskou dizertační práci (získal titul Dr.), v roce 2006 se habilitoval (získal titul doc.) a v roce 2014 se stal profesorem v oboru rybářství.
Od roku 1986 pracuje na Ústavu rybářství a hydrobiologie, později Oddělení rybářství a hydrobiologie Agronomické fakulty Vysoké školy zemědělské v Brně, později MZLU v Brně, později Mendelovy univerzity v Brně. V rámci vědecko-výzkumné činnosti se zabývá problematikou technologie chovu ryb v různých produkčních systémech, výživou a krmením ryb, kvalitou rybího masa, hematologií ryb nebo mimo-produkčními funkcemi rybníků. Věnuje se tak například vlivu podmínek chovu a výživy ryb na kvalitu rybího masa nebo vývoji a optimalizaci recirkulačních chovů ryb.
V listopadu 2021 byl zvolen děkanem Agronomické fakulty MENDELU, funkce se ujal od února 2022. V polovině března 2022 jej Akademický senát Mendelovy univerzity v Brně zvolil kandidátem na funkci rektora této vysoké školy. Na konci března 2022 ho prezident Miloš Zeman jmenoval rektorem univerzity, funkce se ujal 31. března 2022. Následně odešel z postu děkana Agronomické fakulty MENDELU.